# ديربي أراغون
ديربي أراغون (بالإسبانية: Derbi aragonés) هو الاسم الذي يطلق على أي مباراة كرة قدم بين نادي هويسكا ونادي ريال سرقسطة، أكبر ناديين في أراغون.

## التاريخ
بعد حل يو دي هويسكا، لم يلتق فريقان من المدينتين حتى عام 1978 في مباراة كأس ملك إسبانيا، والتي انتهت بالتعادل في ملعب إل ألكوراز. ومع ذلك، تمكن ريال سرقسطة من إقصاء هويسكا في هذه المباراة وفي لقائهما التالي في الجولة الأولى من كأس ملك إسبانيا 1985–86.
في عام 2008، سمح هبوط سرقسطة من الدوري الإسباني وصعود هويسكا من الدرجة الثانية ب لهم بلعب أول ديربي أراغون في الدرجة الثانية. وقد أقيمت في لا روماريدا وانتهت بالتعادل 2–2 في مباراة عاد فيها سرقسطة من تأخره بهدفين. وفي إل ألكوراز، تغلب سرقسطة على الفريق المحلي 1–0. لن يواجه الفريقان بعضهما البعض مرة أخرى حتى يناير 2016، مرة أخرى في الدرجة الثانية، في مباراة انتهت 3–3 في لا روماريدا.
فاز هويسكا على سرقسطة لأول مرة، في 6 نوفمبر 2017، بعد إحدى عشرة مباراة بينهما. في نهاية ذلك الموسم، احتل هويسكا المركز الثاني وحصل على ترقية تلقائية لأول مرة إلى الدوري الإسباني، بينما احتل سرقسطة المركز الثالث، لكنه خسر في المباريات الفاصلة اللاحقة (أمام نومانسيا من شورية، وهو فريق آخر منافس لهم)، مما يعني أن هويسكا سيلعب في الدرجة فوق منافسيه الإقليميين لأول مرة.

## إحصائيات المواجهات المباشرة
| المسابقة                       | لعب | ف هـ | ت | ف س | أ هـ | أ س |
| ------------------------------ | --- | ---- | - | --- | ---- | --- |
| الدوري الإسباني الدرجة الثانية | 12  | 3    | 5 | 4   | 15   | 15  |
| كأس الملك (إسبانيا)            | 4   | 0    | 2 | 2   | 3    | 7   |
| الإجمالي                       | 16  | 3    | 7 | 6   | 18   | 22  |

## النتائج في كل التاريخ

### الدرجة الثانية
| #  | الموسم               | التاريخ        | ج. | الفريق المضيف | النتيجة | الفريق الضيف | الحضور | هدافي هويسكا                                             | هدافي سرقسطة                             |
| -- | -------------------- | -------------- | -- | ------------- | ------- | ------------ | ------ | -------------------------------------------------------- | ---------------------------------------- |
| 1  | 2008–09              | 6 ديسمبر 2008  | 15 | سرقسطة        | 2 – 2   | هويسكا       | 30،000 | روبن كاسترو (56)، فيجار (63)                             | إيورثون (71، 85)                         |
| 2  | 2008–09              | 9 مايو 2009    | 36 | هويسكا        | 0 – 1   | سرقسطة       | 6،000  |                                                          | أندير هيريرا (54)                        |
| 3  | 2015–16              | 3 يناير 2016   | 19 | سرقسطة        | 3 – 3   | هويسكا       | 19،351 | فران ميريدا (56)، هيكتور فيغيروا (58)، كارلوس ديفيد (89) | أنخيل (39)، أورتونيو (63)، ديامانكا (73) |
| 4  | 2015–16              | 26 مايو 2016   | 40 | هويسكا        | 1 – 1   | سرقسطة       | 2،887  | سامو سيز (61)                                            | دونغو (26)                               |
| 5  | 2016–17              | 4 سبتمبر 2016  | 3  | سرقسطة        | 1 – 0   | هويسكا       | 21،343 |                                                          | خورخي كاسادو (89)                        |
| 6  | 2016–17              | 4 فبراير 2017  | 24 | هويسكا        | 2 – 3   | سرقسطة       | 4،205  | بورخا لازارو (53)، الكسندر جونزالز (90+3)                | دونغو (59، 78)، أنخيل (73)               |
| 7  | 2017–18              | 6 نوفمبر 2017  | 13 | هويسكا        | 3 – 1   | سرقسطة       | 4،805  | ميليرو (16)، كوتشو هيرنانديز (63، 85)                    | زاباتير (84)                             |
| 8  | 2017–18              | 7 أبريل 2018   | 34 | سرقسطة        | 1 – 0   | هويسكا       | 28،992 |                                                          | Javi Ros (58)                            |
| 9  | 2019–20 [الإنجليزية] | 22 ديسمبر 2019 | 21 | هويسكا        | 2 – 1   | سرقسطة       | 7،202  | أوكازاكي (20)، جوزويه سا (69)                            | سورو (46)                                |
| 10 | 2019–20 [الإنجليزية] | 29 يونيو 2020  | 36 | سرقسطة        | 0 – 1   | هويسكا       | –      | خافي غالان (90)                                          |                                          |
| 11 | 2021–22              | 11 أكتوبر 2021 | 9  | سرقسطة        | 0 – 0   | هويسكا       | 25،307 |                                                          |                                          |
| 12 | 2021–22              | 17 أبريل 2022  | 36 | هويسكا        | 1 – 1   | سرقسطة       |        | سيواني (31)                                              | أزون (38)                                |

### كأس ملك إسبانيا
| # | الموسم  | التاريخ        | ج.      | الفريق المضيف | النتيجة | الفريق الضيف | الحضور | هدافي هويسكا              | هدافي سرقسطة                              |
| - | ------- | -------------- | ------- | ------------- | ------- | ------------ | ------ | ------------------------- | ----------------------------------------- |
| 1 | 1978–79 | 25 أكتوبر 1978 | الثانية | سرقسطة        | 1 – 1   | هويسكا       |        | أركييو (23)               | بيريز أغويري (50)                         |
| 2 | 1978–79 | 1 نوفمبر 1978  | الثانية | هويسكا        | 0 – 1   | سرقسطة       |        |                           | Antić (30)                                |
| 3 | 1985–86 | 11 سبتمبر 1985 | الأولى  | هويسكا        | 2 – 2   | سرقسطة       |        | بيرالتا (22)، سانشيز (82) | هيريرا (30، 57)                           |
| 4 | 1985–86 | 26 سبتمبر 1985 | الأولى  | سرقسطة        | 3 – 0   | هويسكا       |        |                           | روبين سوسا (61)، كاسوكو (72)، فرايلي (76) |